# Campeonato Sudamericano de Baloncesto Femenino Sub-17 de 2015
El Campeonato Sudamericano de baloncesto Femenino Sub-17 de 2015 corresponde a la XVIII edición del Campeonato Sudamericano de Baloncesto Femenino Sub-17, que es organizado por FIBA Americas. Fue disputado en Asunción, capital de la provincia del mismo nombre en Paraguay, entre el 1 de diciembre y el 5 de diciembre de 2015 y clasifica a 3 equipos al Fiba Americas Femenino Sub-18 2017.

## Primera fase

### Grupo A
|   | Equipo    | Pts | J | G | P | PF  | PC  | Dif  |
| - | --------- | --- | - | - | - | --- | --- | ---- |
| 1 | Argentina | 6   | 3 | 3 | 0 | 170 | 130 | +40  |
| 2 | Paraguay  | 5   | 3 | 2 | 1 | 197 | 159 | +38  |
| 3 | Ecuador   | 4   | 3 | 1 | 2 | 200 | 177 | +23  |
| 4 | Uruguay   | 3   | 3 | 0 | 3 | 121 | 222 | -101 |

| 1 de diciembre, 15:00                | Argentina                          | 55 - 47                            | Ecuador  |  |
| Reporte                              |                                    |                                    |          |  |
| Parciales: 8-14, 17-12, 6-6, 24-15   | Parciales: 8-14, 17-12, 6-6, 24-15 | Parciales: 8-14, 17-12, 6-6, 24-15 | Asunción |  |
| Florencia Chagas 14 puntos           | Pts                                | Ana Isabel Mora 10 puntos          | Asunción |  |
| Melanie Helen Fugellie 12 rebotes    | Rebs                               | Helen Nayomi Aviles 11 rebotes     | Asunción |  |
| Melanie Helen Fugellie 2 asistencias | Asists                             | Tais Katherine Hermig 1 asistencia | Asunción |  |

| 1 de diciembre, 21:00               | Paraguay                            | 74 - 39                             | Uruguay  |  |
| Reporte                             |                                     |                                     |          |  |
| Parciales: 11-6, 16-13, 22-11, 25-9 | Parciales: 11-6, 16-13, 22-11, 25-9 | Parciales: 11-6, 16-13, 22-11, 25-9 | Asunción |  |
| Natalia Beatriz Quevedo 14 puntos   | Pts                                 | Florencia Fernández 11 puntos       | Asunción |  |
| Adela Araceli Cárdenas 13 rebotes   | Rebs                                | Daiana Cartro 10 rebotes            | Asunción |  |
| María Paz Pérez 3 asistencias       | Asists                              | Daniela Zugarramurdi 2 asistencias  | Asunción |  |

| 2 de diciembre, 19:00              | Uruguay                            | 32 - 60                             | Argentina |  |
| Reporte                            |                                    |                                     |           |  |
| Parciales: 9-16, 8-13, 10-18, 5-13 | Parciales: 9-16, 8-13, 10-18, 5-13 | Parciales: 9-16, 8-13, 10-18, 5-13  | Asunción  |  |
| Lucía Schiavo 12 puntos            | Pts                                | Malena Anahi Velasco 10 puntos      | Asunción  |  |
| Lucía Schiavo 7 rebotes            | Rebs                               | María Catalina Giovanoli 11 rebotes | Asunción  |  |
| Florencia Fernández 1 asistencia   | Asists                             | Melina Marcial 3 asistencias        | Asunción  |  |

| 2 de diciembre, 21:00                 | Ecuador                               | 65 - 72                               | Paraguay |  |
| Reporte                               |                                       |                                       |          |  |
| Parciales: 16-24, 15-13, 12-18, 22-17 | Parciales: 16-24, 15-13, 12-18, 22-17 | Parciales: 16-24, 15-13, 12-18, 22-17 | Asunción |  |
| Ana Isabel Mora 16 puntos             | Pts                                   | Natalia Beatriz Quevedo 18 puntos     | Asunción |  |
| Helen Nayomi Aviles 14 rebotes        | Rebs                                  | Natalia Beatriz Quevedo 11 rebotes    | Asunción |  |
| Ana Isabel Mora 3 asistencias         | Asists                                | Natalia Beatriz Quevedo 5 asistencias | Asunción |  |

| 3 de diciembre, 17:00                 | Uruguay                               | 50 - 88                                  | Ecuador  |  |
| Reporte                               |                                       |                                          |          |  |
| Parciales: 13-17, 12-23, 14-30, 11-18 | Parciales: 13-17, 12-23, 14-30, 11-18 | Parciales: 13-17, 12-23, 14-30, 11-18    | Asunción |  |
| Florencia Fernández 11 puntos         | Pts                                   | Fabiana Limongi 33 puntos                | Asunción |  |
| Aldana Gayoso 7 rebotes               | Rebs                                  | Nahomy Soledad Guzmán 14 rebotes         | Asunción |  |
| Florencia Fernández 1 asistencia      | Asists                                | Domenica Michelle Elizalde 4 asistencias | Asunción |  |

| 3 de diciembre, 21:00                | Paraguay                             | 51 - 55                              | Argentina |  |
| Reporte                              |                                      |                                      |           |  |
| Parciales: 22-12, 7-12, 11-14, 11-17 | Parciales: 22-12, 7-12, 11-14, 11-17 | Parciales: 22-12, 7-12, 11-14, 11-17 | Asunción  |  |
| Natalia Beatriz Quevedo 19 puntos    | Pts                                  | Florencia Chagas 20 puntos           | Asunción  |  |
| Natalia Beatriz Quevedo 11 rebotes   | Rebs                                 | Tamara Pinto 14 rebotes              | Asunción  |  |
| María Paz Pérez 3 asistencias        | Asists                               | Melina Marcial 3 asistencias         | Asunción  |  |

### Grupo B
|   | Equipo    | Pts | J | G | P | PF  | PC  | Dif |
| - | --------- | --- | - | - | - | --- | --- | --- |
| 1 | Brasil    | 6   | 3 | 3 | 0 | 228 | 149 | +79 |
| 2 | Venezuela | 5   | 3 | 2 | 1 | 163 | 164 | -1  |
| 3 | Perú      | 4   | 3 | 1 | 2 | 129 | 164 | -35 |
| 4 | Chile     | 3   | 3 | 0 | 3 | 154 | 197 | -43 |

| 1 de diciembre, 17:00                  | Venezuela                           | 48 - 42                               | Perú     |  |
| Reporte                                |                                     |                                       |          |  |
| Parciales: 12-12, 15-10, 16-8, 5-12    | Parciales: 12-12, 15-10, 16-8, 5-12 | Parciales: 12-12, 15-10, 16-8, 5-12   | Asunción |  |
| María De Los Ángeles Sánchez 16 puntos | Pts                                 | Milagros Del Carmen Carrera 10 puntos | Asunción |  |
| Odeth Betancourt 14 rebotes            | Rebs                                | Valeria Gordillo 13 rebotes           | Asunción |  |
| Josberly Torres 2 asistencias          | Asists                              | Mariana Venegas 1 asistencia          | Asunción |  |

| 1 de diciembre, 19:00                | Brasil                               | 85 - 59                                 | Chile    |  |
| Reporte                              |                                      |                                         |          |  |
| Parciales: 20-19, 23-12, 20-5, 22-22 | Parciales: 20-19, 23-12, 20-5, 22-22 | Parciales: 20-19, 23-12, 20-5, 22-22    | Asunción |  |
| Licinara Bispo 18 puntos             | Pts                                  | Montserrat Victoria Arcos 10 puntos     | Asunción |  |
| Licinara Bispo 7 rebotes             | Rebs                                 | Constanza Belén Cárdenas 5 rebotes      | Asunción |  |
| María Paula Lopes 3 asistencias      | Asists                               | Constanza Carolina Antero 2 asistencias | Asunción |  |

| 2 de diciembre, 15:00                | Chile                               | 52 - 66                             | Venezuela |  |
| Reporte                              |                                     |                                     |           |  |
| Parciales: 17-24, 14-10, 15-8, 6-24  | Parciales: 17-24, 14-10, 15-8, 6-24 | Parciales: 17-24, 14-10, 15-8, 6-24 | Asunción  |  |
| Constanza Carolina Antero 15 puntos  | Pts                                 | Luisanny Johana Zapata 20 puntos    | Asunción  |  |
| Isabel Constanza González 8 rebotes  | Rebs                                | Kellymar Dhayari Ramírez 15 rebotes | Asunción  |  |
| Josefina Renata Cortes 2 asistencias | Asists                              | Guadalupe Díaz 6 asistencias        | Asunción  |  |

| 2 de diciembre, 17:00                 | Perú                                 | 41 - 73                                 | Brasil   |  |
| Reporte                               |                                      |                                         |          |  |
| Parciales: 12-21, 6-17, 10-16, 13-19  | Parciales: 12-21, 6-17, 10-16, 13-19 | Parciales: 12-21, 6-17, 10-16, 13-19    | Asunción |  |
| Lucía Carolina Guerrero 15 puntos     | Pts                                  | Mariane Vargas 12 puntos                | Asunción |  |
| Lucía Carolina Guerrero 7 rebotes     | Rebs                                 | Obalunanma Beatriz De Angelo 12 rebotes | Asunción |  |
| Romina Milagros Mansilla 1 asistencia | Asists                               | Gabriella D'Arrigo 4 asistencias        | Asunción |  |

| 3 de diciembre, 15:00                 | Perú                               | 46 - 43                                 | Chile    |  |
| Reporte                               |                                    |                                         |          |  |
| Parciales: 7-10, 9-12, 15-8, 15-13    | Parciales: 7-10, 9-12, 15-8, 15-13 | Parciales: 7-10, 9-12, 15-8, 15-13      | Asunción |  |
| Lucía Carolina Guerrero 13 puntos     | Pts                                | Montserrat Victoria Arcos 15 puntos     | Asunción |  |
| Milagros Del Carmen Carrera 6 rebotes | Rebs                               | Josefina Renata Cortes 11 rebotes       | Asunción |  |
| Karina Soledad Giron 2 asistencias    | Asists                             | Constanza Carolina Antero 3 asistencias | Asunción |  |

| 3 de diciembre, 19:00                   | Brasil                              | 70 - 49                                    | Venezuela |  |
| Reporte                                 |                                     |                                            |           |  |
| Parciales: 22-7, 9-13, 20-18, 19-11     | Parciales: 22-7, 9-13, 20-18, 19-11 | Parciales: 22-7, 9-13, 20-18, 19-11        | Asunción  |  |
| Clarissa Fernandes 14 puntos            | Pts                                 | Luisanny Johana Zapata 10 puntos           | Asunción  |  |
| Obalunanma Beatriz De Angelo 10 rebotes | Rebs                                | Kellymar Dhayari Ramírez 8 rebotes         | Asunción  |  |
| Gabriella D'Arrigo 3 asistencias        | Asists                              | María De Los Ángeles Sánchez 3 asistencias | Asunción  |  |

### 5 al 8 lugar
| 4 de diciembre, 15:00                 | Ecuador                               | 64 - 58                                 | Chile    |  |
| Reporte                               |                                       |                                         |          |  |
| Parciales: 11-13, 18-19, 21-16, 14-10 | Parciales: 11-13, 18-19, 21-16, 14-10 | Parciales: 11-13, 18-19, 21-16, 14-10   | Asunción |  |
| Ana Isabel Mora 20 puntos             | Pts                                   | Aline Stephanie Paegelow 18 puntos      | Asunción |  |
| Nahomy Soledad Guzmán 22 rebotes      | Rebs                                  | Josefina Renata Cortes 9 rebotes        | Asunción |  |
| Ana Isabel Mora 5 asistencias         | Asists                                | Montserrat Victoria Arcos 3 asistencias | Asunción |  |

| 4 de diciembre, 17:00                 | Perú                               | 56 - 44                            | Uruguay  |  |
| Reporte                               |                                    |                                    |          |  |
| Parciales: 13-11, 14-8, 6-5, 23-20    | Parciales: 13-11, 14-8, 6-5, 23-20 | Parciales: 13-11, 14-8, 6-5, 23-20 | Asunción |  |
| Milagros Del Carmen Carrera 18 puntos | Pts                                | Lucía Schiavo 12 puntos            | Asunción |  |
| María Alejandra Lora 9 rebotes        | Rebs                               | Lucía Schiavo 9 rebotes            | Asunción |  |
| María Alejandra Lora 5 asistencias    | Asists                             | Lucía Schiavo 3 asistencias        | Asunción |  |

### Partido por el 7 lugar
| 5 de diciembre, 15:00                 | Chile                                 | 61 - 56                               | Uruguay  |  |
| Reporte                               |                                       |                                       |          |  |
| Parciales: 17-12, 13-14, 10-15, 21-15 | Parciales: 17-12, 13-14, 10-15, 21-15 | Parciales: 17-12, 13-14, 10-15, 21-15 | Asunción |  |
| Montserrat Victoria Arcos 16 puntos   | Pts                                   | Florencia Niski 16 puntos             | Asunción |  |
| Isabel Constanza González 8 rebotes   | Rebs                                  | Lucía Schiavo 8 rebotes               | Asunción |  |
| Thiare Antonella García 2 asistencias | Asists                                | Florencia Niski 2 asistencias         | Asunción |  |

### Partido por el 5 lugar
| 5 de diciembre, 17:00                    | Ecuador                             | 61 - 48                              | Perú     |  |
| Reporte                                  |                                     |                                      |          |  |
| Parciales: 15-13, 9-6, 15-11, 22-18      | Parciales: 15-13, 9-6, 15-11, 22-18 | Parciales: 15-13, 9-6, 15-11, 22-18  | Asunción |  |
| Fabiana Limongi 18 puntos                | Pts                                 | Lucía Carolina Guerrero 13 puntos    | Asunción |  |
| Nahomy Soledad Guzmán 12 rebotes         | Rebs                                | Karina Soledad Giron 8 rebotes       | Asunción |  |
| Domenica Michelle Elizalde 4 asistencias | Asists                              | Lucía Carolina Guerrero 1 asistencia | Asunción |  |

## Fase final

### Semifinal
| 4 de diciembre, 19:00               | Argentina                           | 40 - 66                             | Venezuela |  |
| Reporte                             |                                     |                                     |           |  |
| Parciales: 5-18, 8-22, 13-11, 14-15 | Parciales: 5-18, 8-22, 13-11, 14-15 | Parciales: 5-18, 8-22, 13-11, 14-15 | Asunción  |  |
| Malena Anahi Velasco 11 puntos      | Pts                                 | Aguehil Fajardo 18 puntos           | Asunción  |  |
| Tamara Pinto 5 rebotes              | Rebs                                | Odeth Betancourt 11 rebotes         | Asunción  |  |
| Josefina Torruella 1 asistencia     | Asists                              | Guadalupe Díaz 4 asistencias        | Asunción  |  |

| 4 de diciembre, 21:00                   | Brasil                             | 61 - 39                            | Paraguay |  |
| Reporte                                 |                                    |                                    |          |  |
| Parciales: 18-8, 13-7, 13-17, 17-7      | Parciales: 18-8, 13-7, 13-17, 17-7 | Parciales: 18-8, 13-7, 13-17, 17-7 | Asunción |  |
| Raphaella Marciano 22 puntos            | Pts                                | Natalia Beatriz Quevedo 8 puntos   | Asunción |  |
| Obalunanma Beatriz De Angelo 13 rebotes | Rebs                               | Adela Araceli Cárdenas 8 rebotes   | Asunción |  |
| Beatriz Silva 3 asistencias             | Asists                             | Nayeli Mercado 5 asistencias       | Asunción |  |

### Partido por el 3 lugar
| 5 de diciembre, 19:00              | Argentina                          | 57 - 30                             | Paraguay |  |
| Reporte                            |                                    |                                     |          |  |
| Parciales: 20-4, 12-13, 11-7, 14-6 | Parciales: 20-4, 12-13, 11-7, 14-6 | Parciales: 20-4, 12-13, 11-7, 14-6  | Asunción |  |
| Florencia Chagas 18 puntos         | Pts                                | Adela Araceli Cárdenas 10 puntos    | Asunción |  |
| Tamara Pinto 9 rebotes             | Rebs                               | Adela Araceli Cárdenas 7 rebotes    | Asunción |  |
| Melina Marcial 3 asistencias       | Asists                             | Adela Araceli Cárdenas 1 asistencia | Asunción |  |

### Final
| 5 de diciembre, 21:00                | Venezuela                           | 58 - 62                                 | Brasil   |  |
| Reporte                              |                                     |                                         |          |  |
| Parciales: 9-18, 19-13, 8-16, 22-15  | Parciales: 9-18, 19-13, 8-16, 22-15 | Parciales: 9-18, 19-13, 8-16, 22-15     | Asunción |  |
| Josberly Torres 14 puntos            | Pts                                 | Raphaella Marciano 19 puntos            | Asunción |  |
| Aguehil Fajardo 6 rebotes            | Rebs                                | Obalunanma Beatriz De Angelo 10 rebotes | Asunción |  |
| Luisanny Johana Zapata 3 asistencias | Asists                              | Clarissa Fernandes 2 asistencias        | Asunción |  |

| Brasil          |
| Campeón Brasil  |
| Undécimo Título |

## Clasificación
| Posición | Equipo    |
| -------- | --------- |
| 1        | Brasil    |
| 2        | Venezuela |
| 3        | Argentina |
| 4        | Paraguay  |
| 5        | Ecuador   |
| 6        | Perú      |
| 7        | Chile     |
| 8        | Uruguay   |

## Clasificados alCampeonato FIBA Américas Femenino Sub-18 de 2016
| Bandera de Brasil | Bandera de Venezuela | Bandera de Argentina |
| Brasil            | Venezuela            | Argentina            |
| ----------------- | -------------------- | -------------------- |